# Leaves' Eyes
Leaves' Eyes er et tysk-norsk symfonisk metal-band fra Stavanger, Norge og Ludwigsburg, Tyskland. De blev dannet i 2003 af Liv Kristine, den tidligere forsanger i Theatre of Tragedy og hel bandet fra Atrocity. Til dato har bandet udgivet seks studiealbum, en single, seks EP'er , et live-album og en DVD.

## Diskografi

### Studiealbums
| Lovelorn                    | - Udgivet: May 26, 2004 - Pladeselskab: Napalm Records - Format: CD, digital download           | —  | —  | —   | —   | —  |              |
| Vinland Saga                | - Udgivet: May 30, 2005 - Pladeselskab: Napalm Records - Format: CD, digital download           | 62 | —  | —   | —   | —  |              |
| Njord                       | - Udgivet: August 26, 2009 - Pladeselskab: Napalm Records - Format: CD, digital download        | 30 | 88 | 58  | 82  | —  | - US: 2,200+ |
| Meredead                    | - Udgivet: April 22, 2011 - Pladeselskab: Napalm Records - Format: CD, CD+DVD, digital download | 32 | —  | 97  | —   | 37 | - US: 990+   |
| Symphonies of the Night     | - Udgivet: November 15, 2013 - Pladeselskab: Napalm Records - Format: CD, LP, digital download  | 49 | —  | 172 | 124 | 18 |              |
| King of Kings               | - Udgivet: September 11, 2015 - Pladeselskab: AFM Records - Format: CD, LP, digital download    | 15 | 54 | 90  | 130 | 52 |              |
| "—" Nåede ikke hitlisterne. |                                                                                                 |    |    |     |     |    |              |

### Livealbums
| We Came with the Northern Winds: En Saga i Belgia | - Udgivet: February 27, 2009 - Pladeselskab: Napalm Records - Format: CD, DVD | 75 |
| "—" Nåede ikke hitlisterne                        |                                                                               |    |

### EPs
| Into Your Light            | - Udgivet: August 3, 2004 - Pladeselskab: Napalm Records - Format: CD, digital download | —  | —  |
| Elegy                      | - Udgivet: May 2, 2005 - Pladeselskab: Napalm Records - Format: CD, digital download    | 76 | —  |
| Legend Land                | - Udgivet: June 9, 2006 - Pladeselskab: Napalm Records - Format: CD                     | 75 | —  |
| My Destiny                 | - Udgivet: July 24, 2009 - Pladeselskab: Napalm Records - Format: CD, digital download  | —  | 54 |
| Melusine                   | - Udgivet: April 19, 2011 - Pladeselskab: Napalm Records - Format: CD, digital download | —  | —  |
| Fires in the North         | - Udgivet: October 8th, 2016 - Pladeselskab AFM Records - Format: CD, digital download  | —  | —  |
| "—" Nåede ikke hitlisterne |                                                                                         |    |    |

### Musikvideoer
| År   | Titel                                                         | Instuktion           | Album                   |
| ---- | ------------------------------------------------------------- | -------------------- | ----------------------- |
| 2004 | "Into Your Light"                                             | —                    | Lovelorn                |
| 2005 | "Elegy"                                                       | —                    | Vinland Saga            |
| 2006 | "Legend Land"                                                 | —                    | Legend Land             |
| 2009 | "My Destiny"                                                  | Patric Ullaeus       | Njord                   |
| 2010 | "Take The Devil in Me"                                        | Robert Suß           | Njord                   |
| 2011 | "To France"                                                   | Patric Ullaeus       | Meredead                |
| 2013 | "Hell to the Heavens"                                         | —                    | Symphonies of the Night |
| 2015 | "Symphony of the Night (feat. Maite Itoiz - Spanish Version)" | —                    | Symphonies of the Night |
| 2015 | "Halvdan The Black"                                           | —                    | King of Kings           |
| 2015 | "The Waking Eye"                                              | Rainer Zipp Fraenzen | King of Kings           |
| 2016 | "Edge of Steel"                                               | Rainer Zipp Fränzen  | King of Kings           |